# Марк Тулий Цицерон Младши
Марк Тулий Цицерон Младши (на латински: Marcus Tullius Cicero minor; * около 65 пр.н.е.) е римски политик и сенатор.

## Биография
Марк е син на прочутия оратор Цицерон и първата му съпруга Теренция. Брат е на Тулия.
Следва философия в Атина при Кратип от Пергамон. При смъртта на баща му той не е при него. След това живее първо при Марк Юний Брут, при Секст Помпей и при Август.
През 30 пр.н.е. Август го номинира за съ-консул. Той отстранява всички статуи на Марк Антоний и изтрива неговото име от обществените монументи. Август го прави авгур и след консулата му го праща като легат на Сирия (от 27 до 25 пр.н.е.), след това като проконсул на Азия (23 пр.н.е.). Цицерон също е понтифекс.